# Gerichtsbezirk Platten
Der Gerichtsbezirk Platten (tschechisch: soudní okres Blatno) war ein dem Bezirksgericht Platten unterstehender Gerichtsbezirk im Kronland Böhmen. Er umfasste Gebiete im westlichen Teil Nordböhmens im Okres Karlovy Vary. Zentrum des Gerichtsbezirks war der Ort Platten (Blatno, heute Horní Blatná).
Das Gebiet gehörte seit 1918 zur neu gegründeten Tschechoslowakei und ist seit 1991 Teil der Tschechischen Republik.

## Geschichte
Die ursprüngliche Patrimonialgerichtsbarkeit wurde im Kaisertum Österreich nach den Revolutionsjahren 1848/49 aufgehoben. An ihre Stelle traten die Bezirks-, Landes- und Oberlandesgerichte, die nach den Grundzügen des Justizministers geplant und deren Schaffung am 6. Juli 1849 von Kaiser Franz Joseph I. genehmigt wurde. Der Gerichtsbezirk Platten gehörte zunächst zum Kreis Eger und umfasste 1854 die fünf Katastralgemeinden Aberthan, Bärringen, Breitenbach, Platten und Salmthal. Der Gerichtsbezirk Platten bildete im Zuge der Trennung der politischen von der judikativen Verwaltung ab 1868 gemeinsam mit dem Gerichtsbezirk Joachimsthal (Jáchymov) den Bezirk Joachimsthal. Per 1. Juli 1910 wurde aus den Gerichtsbezirken Platten und Neudek der neue Bezirk Neudek geschaffen.
Im Gerichtsbezirk Platten lebten 1869 9.122 Menschen, 1900 waren es 11.500 Personen. Der Gerichtsbezirk Platten wies 1910 eine Bevölkerung von 12.066 Personen auf, von denen 11.899 Deutsch und nur eine Person Tschechisch als Umgangssprache angaben. Im Gerichtsbezirk lebten zudem 166 Anderssprachige oder Staatsfremde.
Durch die Grenzbestimmungen des am 10. September 1919 abgeschlossenen Vertrages von Saint-Germain kam der Gerichtsbezirk Platten vollständig zur neugegründeten Tschechoslowakei, wobei die Gerichtseinteilung bis 1938 im Wesentlichen bestehen blieb. Nach dem Münchner Abkommen wurde das Gebiet dem Landkreis Neudek bzw. des Sudetenland zugeschlagen und wurde nach dem Zweiten Weltkrieg Teil des Okres Karlovy Vary, zu dem es bis heute gehört. Nachdem die Bezirksbehörden im Zuge einer Verwaltungsreform 2003 ihre Verwaltungskompetenzen verloren, werden diese von den Gemeinden bzw. dem Karlovarský kraj wahrgenommen, zudem das Gebiet um Horní Blatná seit Beginn des 21. Jahrhunderts mit anderen Bezirken zusammengefasst wurde.

## Gerichtssprengel
Der Gerichtssprengel umfasste Ende 1914 die fünf Gemeinden Abertham (Abertamy), Bärringen (Pernink), Breitenbach (Potůčky), Platten (Blatno) und Salmthal (Pstruží).